# Bárðarbunga
Il Bárðarbunga (ˈbaurðarbuŋka),, o Bardarbunga (traslitterato in italiano), è uno stratovulcano subglaciale situato sotto la cappa di ghiaccio del Vatnajökull, il più vasto ghiacciaio islandese.Il Bárðarbunga fa parte di un sistema vulcanico lungo circa 200 km e largo 25 km.

## Geografia
Il vulcano si erge sino a 2009 m s.l.m., quest'altitudine lo rende la seconda montagna più alta dell'Islanda, 101 metri in meno del Hvannadalshnjúkur. La caldera è ampia circa 70 km² e raggiunge una profondità di circa 700 metri. Le zone circostanti si ergono fino a 1850 metri ma la base ha un'altezza media di 1100 metri. Il vulcano è ricoperto dal ghiaccio, che ne nasconde e riempie il cratere.
Il Bárðarbunga era uno dei vulcani islandesi meno conosciuti per via della sua posizione remota e per le sue rare eruzioni, tuttavia studi recenti hanno dimostrato che molti strati di tefrite che si pensavano fossero dovuti all'attività di altri vulcani sono stati invece eruttati dal Bárðarbunga.

## Toponimo
Il termine "Bárðarbunga" deriva da un antico colono islandese chiamato Gnúpa-Bárður e letteralmente si può tradurre con "La protuberanza di Bárður" o "La gobba di Bárðu": "Bárðar" è il genitivo di "Bárður".

## Storia eruttiva
Nella storia di questo vulcano ci sono state grandi eruzioni ogni 250-600 anni. Nel 1477 ci fu la più grande eruzione del Bárðarbunga con un Indice di esplosività vulcanica pari a 6; ci sono prove di molte eruzioni meno potenti durante gli ultimi 10000 anni.

### 6600 a.C
Þjórsá Lava, il più grande flusso di lava sulla terra dell'Olocene, ebbe origine dal Bárðarbunga circa 8600 anni fa, con un volume totale che andava dai 21 ai 30 km³ e che coprì approssimativamente 950 km² di superficie.

### 870
Nella zona sud-ovest del ghiacciaio si sono succedute nel tempo molte grandi eruzioni, quella dell'870 fu la prima eruzione in presenza di un insediamento umano in Islanda con un VEI di 4.

### 1477
L'eruzione Veiðivötn del 1477, la più potente eruzione di cui si ha notizia avvenuta in Islanda, ha avuto un VEI pari a 6.

### 1701–1864
Gli studi degli strati di tefrite hanno dimostrato che un certo numero di eruzioni sono avvenute al di sotto del ghiacciaio, probabilmente a nord-est del cratere o dentro il Bárðarbunga. Ci sono state anche eruzioni minori a Dyngjuháls, una zona libera dai ghiacci a nord-est. Le eruzioni sembrano seguire un ciclo: ci sono state numerose eruzioni nel ghiacciaio tra il 1701 e il 1740 e dal 1780.

### 1996
L'eruzione fissurale del Gjálp del 1996 ha rivelato che potrebbe esistere un'interazione tra il Bárðarbunga ed il Grímsvötn. Un forte terremoto dentro il Bárðarbunga, del quinto grado Richter, si pensa sia all'origine dell'eruzione del Gjálp.

### 2010
Nel settembre del 2010, fu registrato uno sciame sismico nei pressi del Bárðarbunga, con oltre 30 terremoti registrati il 26 settembre, i sismi più forti avevano un valore sulla scala di magnitudo del momento sismico pari a 3,5 e 3,7.

### 2014
Nell'agosto 2014 uno sciame sismico di circa 1600 terremoti in 48 ore con scala magnitudo momento oltre 4,5{\displaystyle M_{\mathrm {w} }} fu seguito il 23 agosto dall'innalzamento del livello di rischio per l'aviazione da arancione a rosso, indicando così una possibile eruzione in corso, lo stesso allarme è stato abbassato ad "arancione" il giorno seguente.